# Google Sync
Google Syncは、GoogleのサービスでGmail、Google Contacts、Google Calendarとパソコンや携帯電話のメール、カレンダー、アドレス帳アプリケーションとの同期を行う。自身の携帯電話、タブレット、コンピュータから新しく買った端末へ自身のGmail、アドレス帳、カレンダーを同期することができた。Google SyncはPC、Mac、Linux、Android、BlackBerry、Symbian S60、iPhone、iPad、Windows Mobileなどに対応している。2009年2月にGoogleから発表された。
2013年1月30日をもってサービスを終了している。

## 機能
Google Syncのサービスは双方向であり、1つの端末上での変更をGoogleアカウントにバックアップすることができ、同じGoogleアカウントで自動的に同期することで全ての別の端末との共有が可能。データは自身の端末を紛失しても安全に保管される。
Android、iOS、BlackBerry、Palm、Pocket PCといった他種類の端末でMicrosoft Outlookとシームレス同期ができる。
- Android - Gmail、People、Calendarとのバックアップや同期を選べる。Setup[1]
- iPhone、iPad、iPod touch、Windows Mobile - メール、連絡先、カレンダーとのバックアップや同期を選べる。Setup [6]
- BlackBerry - Google ContactsやGoogle Calendarと内蔵のアドレス帳アプリケーションやカレンダーアプリケーションとの同期を選べる。Setup [7]
- 他のほとんどの携帯電話 - Google Contactsと内蔵アドレス帳アプリケーションとの無線同期。Setup [2]